# Acinodendron inconspicuum
Acinodendron inconspicuum là một loài thực vật có hoa trong họ Mua. Loài này được (Miq.) Kuntze mô tả khoa học đầu tiên năm 1891.